# Мультхауп, Морис
Морис Мультхауп (нем. Maurice Multhaup; 15 декабря 1996 года, Ботроп, Северный Рейн-Вестфалия) — немецкий футболист, полузащитник клуба «Саарбрюккен».

## Клубная карьера
В возрасте 13 лет перебрался в футбольную систему «Шальке». Выигрывал с командой до 19 лет юношеский чемпионат и кубок Германии. Привлекался к тренировкам основного и резервного составов, однако на поле в форме гельзенкирхенцев не выходил.
31 августа 2015 года подписал контракт с клубом «Ингольштадт 04», который действует до конца сезона 2018 года.
12 декабря 2015 года дебютировал в Бундеслиге, в поединке «Ингольштадта» против «Баварии», выйдя на замену на 78-й минуте вместо Лукаса Хинтерзеера. К концу сезона 2015/16 провёл за основную команду четыре встречи.

## Международная карьера
С 2011 года привлекается в молодежные и юношеские сборные Германии.